# Lepidiolamprologus cunningtoni
Lepidiolamprologus cunningtoni är en fiskart som först beskrevs av Boulenger, 1906.  Lepidiolamprologus cunningtoni ingår i släktet Lepidiolamprologus och familjen Cichlidae. IUCN kategoriserar arten globalt som livskraftig. Inga underarter finns listade i Catalogue of Life.